# Juan Herrera (boxe anglaise)
Juan Herrera est un boxeur mexicain né le 12 janvier 1958 à Mérida au Yucatán.

## Carrière professionnelle
Passé professionnel en 1976, il bat le vétéran Marco Antonio Benitez aux points le 5 septembre 1979 pour le titre de champion du Yucatán des poids mouches.
Le 26 septembre 1981, Herrera remporte le titre de champion du monde des poids mouches WBA en battant le panaméen Luis Ibarra par KO technique au onzième round au Carte Clara Baseball Park de Mérida.
Trois mois plus tard, il défend sa ceinture avec succès contre le Vénézuélien Betulio Gonzalez, toujours à Merida. Son règne s'achève face à Santos Laciar qui le bat deux fois, la première fois par KO au 13e round à Merida et la deuxième fois par décision en 15 rounds en Italie.